# Chlamydotis
Chlamydotis es un género de aves otidiformes de la familia Otididae. Son aves esteparias, conocidas vulgarmente como hubaras.

## Especies
Se reconocen dos especies de Chlamydotis:
- Chlamydotis undulata - norte de África, con una subespecie en las islas Canarias.
- Chlamydotis macqueenii - del valle del Nilo a Pakistán.